# علیرضا ملاسلطانی
علی‌رضا ملاسلطانی (زاده ۴ دی ۱۳۷۲ – اعدام ۳۰ شهریور ۱۳۹۰) نوجوان ایرانی بود، که به دلیل قتل روح‌الله داداشی، به حکم دادگاه کیفری استان البرز در شهر کرج اعدام شد.

### اعدام
علی رضا ملاسلطانی در ساعت ۵ و ۱۹ دقیقه بامداد روز چهارشنبه ۳۰شهریور ۱۳۹۰ش برابر ۲۱ سپتامبر ۲۰۱۱، در ۴۵ متری گلشهر اطراف کرج، محل وقوع حادثه، در ملاء عام به دار آویخته شد. در این مراسم حدود ۱۵۰۰۰ نفر از مردم شرکت کرده بودند.

### فاش شدن دستنویس علیرضا پس از اعدام

دستنویس علی‌رضا ملاسلطانی

ده سال پس از اجرای حکم اعدام، نامه‌ای از علیرضا ملاسلطانی، قاتل روح الله داداشی فاش شد. او در این نامه نوشته بود:
 «می تونم بگم از کاری که کردم خیلی خیلی پشیمونم. من نمی‌خواستم این اتفاق بیفته، چون نمی‌خواستم چاقو به دست بگیرم. من موقعی که از ماشین خارج شدم چاقو در دستم بود. با چاقو اون مرحوم رو زدم. شاید اگه چاقو در ماشین یا دستم نبود آن قتل صورت نمی‌گرفت. از همه جوانان هم سن و سالم می‌خواهم به خاطر خدا و پدر و مادرشان چاقو دستشان نگیرند. از همه مردم و ورزشکاران و دوستان مرحوم روح الله داداشی عذرخواهی می‌کنم. امیدوارم که خداوند بزرگ منو مورد عفو قرار بده. من علیرضا ملاسلطانی از کرده خود پشیمانم. باز هم می‌گویم‌ ای کاش چاقو با خودم حمل نمی‌کردم.»  